# Zonska nogometna liga AKMO 1959./60.
Zonska nogometna liga AKMO, također i kao Zona AKMO, Zonska liga Kosovsko-metohijske oblasti, Kosovska zona, je bila liga trećeg stupnja nogometnog prvenstva Jugoslavije u sezoni 1959./60. 
 Sudjelovalo je 12 klubova, a prvak je bio "Rudar" iz Kosovske Mitrovice. 

## Ljestvica
| mj. | klub                | ut. | pob. | ner. | por. | gol+ | gol- | bod |
| --- | ------------------- | --- | ---- | ---- | ---- | ---- | ---- | --- |
| 1.  | Rudar Stari Trg     | 22  | 16   | 4    | 2    | 83   | 18   | 36  |
| 2.  | Priština            | 22  | 16   | 2    | 4    | 64   | 27   | 34  |
| 3.  | Trepča K. Mitrovica | 22  | 11   | 6    | 5    | 53   | 32   | 28  |
| 4.  | Vlaznimi Đakovica   | 22  | 11   | 4    | 7    | 58   | 29   | 26  |
| 5.  | Budućnost Peć       | 22  | 11   | 2    | 9    | 49   | 46   | 24  |
| 6.  | Metohija Prizren    | 22  | 7    | 5    | 10   | 41   | 44   | 19  |
| 7.  | Grafičar Priština   | 22  | 7    | 5    | 10   | 34   | 44   | 19  |
| 8.  | Deva Đakovica       | 22  | 7    | 4    | 11   | 25   | 63   | 18  |
| 9.  | Borac Uroševac      | 22  | 7    | 3    | 12   | 42   | 54   | 17  |
| 10. | Sloga Lipljan       | 22  | 6    | 5    | 11   | 42   | 55   | 17  |
| 11. | Lab Podujevo        | 22  | 7    | 3    | 12   | 39   | 52   | 17  |
| 12. | Odbrana Prizren     | 22  | 4    | 1    | 17   | 17   | 83   | 9   |

## Rezultatska križaljka
| kratica | klub                      | BOR | BUD | DEVA | GRA | LAB | MET | ODB | PRI | RUD | SLO | TRE | VLA |
| --- | ------------------------- | --- | --- | ---- | --- | --- | --- | --- | --- | --- | --- | --- | --- |
| BOR | Borac Uroševac            |     |     |      |     |     |     |     |     |     |     |     |     |
| BUD | Budućnost Peć             |     |     |      |     |     |     |     |     |     |     |     |     |
| DEVA | Deva Đakovica             |     |     |      |     |     |     |     |     |     |     |     |     |
| GRA | Grafičar Priština         |     |     |      |     |     |     |     |     |     |     |     |     |
| LAB | Lab Podujevo              |     |     |      |     |     |     |     |     |     |     |     |     |
| MET | Metohija Prizren          |     |     |      |     |     |     |     |     |     |     |     |     |
| ODB | Odbrana Prizren           |     |     |      |     |     |     |     |     |     |     |     |     |
| PRI | Priština                  |     |     |      |     |     |     |     |     |     |     |     |     |
| RUD | Rudar Kosovska Mitrovica  |     |     |      |     |     |     |     |     |     |     |     |     |
| SLO | Sloga Lipljan             |     |     |      |     |     |     |     |     |     |     |     |     |
| TRE | Trepča Kosovska Mitrovica |     |     |      |     |     |     |     |     |     |     |     |     |
| VLA | Vlaznimi Đakovica         |     |     |      |     |     |     |     |     |     |     |     |     |
| |                           |     |     |      |     |     |     |     |     |     |     |     |     |
| podebljan rezultat - utakmice od 1. do 11. kola (1. utakmica između klubova) rezultat normalne debljine - utakmice od 12. do 22. kola (2. utakmica između klubova) rezultat nakošen - nije vidljiv redoslijed odigravanja međusobnih utakmica iz dostupnih izvora rezultat nakošen i smanjen * - iz dostupnih izvora nije uočljiv domaćin susreta prekrižen rezultat - poništena ili brisana utakmica p - utakmica prekinuta 3:0 p.f. / 0:3 p.f. - rezultat 3:0 bez borbe n.i. - nije igrano |                           |     |     |      |     |     |     |     |     |     |     |     |     |

 Izvori: 